# 多度津町
多度津町（たどつちょう）は、香川県仲多度郡に属する町。
古くから海上・陸上交通の要所として栄え、現在もJR四国土讃線の起点となる多度津駅などがある。少林寺拳法の総本山・総本部がある。

## 地理
香川県の中部に位置し、南は讃岐平野、北は風光明媚な瀬戸内海国立公園に接している。瀬戸内海の行政区部内には、多度津町本土から近い順に高見島、二面島、小島、佐柳島の4島があり、いずれも塩飽諸島のひとつ。
1889年（明治22年）5月、丸亀駅＝琴平駅間の約15.5キロに、のちに国鉄・JRとなった路線の中では四国で初の鉄道が開業し、「四国鉄道発祥の地」として知られる。
市外局番は全域が0877（丸亀MA）。

### 気候
| 多度津町（1991年 - 2020年）の気候 | 多度津町（1991年 - 2020年）の気候 | 多度津町（1991年 - 2020年）の気候 | 多度津町（1991年 - 2020年）の気候 | 多度津町（1991年 - 2020年）の気候 | 多度津町（1991年 - 2020年）の気候 | 多度津町（1991年 - 2020年）の気候 | 多度津町（1991年 - 2020年）の気候 | 多度津町（1991年 - 2020年）の気候 | 多度津町（1991年 - 2020年）の気候 | 多度津町（1991年 - 2020年）の気候 | 多度津町（1991年 - 2020年）の気候 | 多度津町（1991年 - 2020年）の気候 | 多度津町（1991年 - 2020年）の気候 |
| 月                                | 1月                               | 2月                               | 3月                               | 4月                               | 5月                               | 6月                               | 7月                               | 8月                               | 9月                               | 10月                              | 11月                              | 12月                              | 年                                |
| --------------------------------- | --------------------------------- | --------------------------------- | --------------------------------- | --------------------------------- | --------------------------------- | --------------------------------- | --------------------------------- | --------------------------------- | --------------------------------- | --------------------------------- | --------------------------------- | --------------------------------- | --------------------------------- |
| 最高気温記録 °C （°F）            | 18.7 (65.7)                       | 24.8 (76.6)                       | 24.8 (76.6)                       | 29.9 (85.8)                       | 31.2 (88.2)                       | 35.4 (95.7)                       | 38.5 (101.3)                      | 38.2 (100.8)                      | 37.2 (99)                         | 32.6 (90.7)                       | 26.8 (80.2)                       | 21.9 (71.4)                       | 38.5 (101.3)                      |
| 平均最高気温 °C （°F）            | 9.6 (49.3)                        | 10.2 (50.4)                       | 13.6 (56.5)                       | 19.0 (66.2)                       | 23.8 (74.8)                       | 26.6 (79.9)                       | 30.9 (87.6)                       | 32.7 (90.9)                       | 28.7 (83.7)                       | 23.1 (73.6)                       | 17.3 (63.1)                       | 12.1 (53.8)                       | 20.6 (69.1)                       |
| 日平均気温 °C （°F）              | 6.2 (43.2)                        | 6.4 (43.5)                        | 9.3 (48.7)                        | 14.2 (57.6)                       | 19.1 (66.4)                       | 22.6 (72.7)                       | 26.8 (80.2)                       | 28.3 (82.9)                       | 24.6 (76.3)                       | 19.0 (66.2)                       | 13.4 (56.1)                       | 8.5 (47.3)                        | 16.5 (61.7)                       |
| 平均最低気温 °C （°F）            | 2.7 (36.9)                        | 2.6 (36.7)                        | 5.2 (41.4)                        | 10.0 (50)                         | 15.0 (59)                         | 19.5 (67.1)                       | 23.9 (75)                         | 25.1 (77.2)                       | 21.2 (70.2)                       | 15.2 (59.4)                       | 9.4 (48.9)                        | 4.8 (40.6)                        | 12.9 (55.2)                       |
| 最低気温記録 °C （°F）            | −6.3 (20.7)                       | −5.1 (22.8)                       | −3.9 (25)                         | −1.3 (29.7)                       | 3.8 (38.8)                        | 8.0 (46.4)                        | 15.5 (59.9)                       | 16.8 (62.2)                       | 10.2 (50.4)                       | 3.9 (39)                          | −0.7 (30.7)                       | −3.3 (26.1)                       | −6.3 (20.7)                       |
| 降水量 mm （inch）                | 38.3 (1.508)                      | 46.3 (1.823)                      | 81.2 (3.197)                      | 79.5 (3.13)                       | 105.8 (4.165)                     | 160.5 (6.319)                     | 161.1 (6.343)                     | 88.9 (3.5)                        | 149.0 (5.866)                     | 106.2 (4.181)                     | 53.7 (2.114)                      | 46.4 (1.827)                      | 1,116.8 (43.969)                  |
| 平均降水日数 （≥0.5mm）           | 6.9                               | 7.5                               | 10.1                              | 10.1                              | 9.4                               | 11.8                              | 9.9                               | 7.0                               | 9.7                               | 8.8                               | 6.9                               | 7.2                               | 105.3                             |
| % 湿度                            | 62                                | 63                                | 64                                | 64                                | 66                                | 74                                | 74                                | 70                                | 71                                | 69                                | 68                                | 64                                | 68                                |
| 平均月間日照時間                  | 141.9                             | 150.7                             | 180.8                             | 198.6                             | 213.8                             | 162.9                             | 204.5                             | 233.5                             | 166.3                             | 171.8                             | 149.8                             | 139.4                             | 2,113.9                           |
| 出典1：気象庁                     |                                   |                                   |                                   |                                   |                                   |                                   |                                   |                                   |                                   |                                   |                                   |                                   |                                   |
| 出典2：気象庁                     |                                   |                                   |                                   |                                   |                                   |                                   |                                   |                                   |                                   |                                   |                                   |                                   |                                   |

### 人口
| |                                          |  |
| 多度津町と全国の年齢別人口分布（2005年） | 多度津町の年齢・男女別人口分布（2005年） |  |
| ■紫色 ― 多度津町 ■緑色 ― 日本全国 | ■青色 ― 男性 ■赤色 ― 女性                |  |
| 多度津町（に相当する地域）の人口の推移 \| 1970年（昭和45年） \| 20,178人 \| \| \| 1975年（昭和50年） \| 21,883人 \| \| \| 1980年（昭和55年） \| 22,965人 \| \| \| 1985年（昭和60年） \| 23,870人 \| \| \| 1990年（平成2年） \| 24,080人 \| \| \| 1995年（平成7年） \| 23,749人 \| \| \| 2000年（平成12年） \| 23,657人 \| \| \| 2005年（平成17年） \| 23,613人 \| \| \| 2010年（平成22年） \| 23,498人 \| \| \| 2015年（平成27年） \| 23,366人 \| \| \| 2020年（令和2年） \| 22,445人 \| \| |                                          |  |
| 総務省統計局 国勢調査より |                                          |  |
| 1970年（昭和45年） | 20,178人                                 |  |
| 1975年（昭和50年） | 21,883人                                 |  |
| 1980年（昭和55年） | 22,965人                                 |  |
| 1985年（昭和60年） | 23,870人                                 |  |
| 1990年（平成2年） | 24,080人                                 |  |
| 1995年（平成7年） | 23,749人                                 |  |
| 2000年（平成12年） | 23,657人                                 |  |
| 2005年（平成17年） | 23,613人                                 |  |
| 2010年（平成22年） | 23,498人                                 |  |
| 2015年（平成27年） | 23,366人                                 |  |
| 2020年（令和2年） | 22,445人                                 |  |

### 地名
- 青木
- 大通り※
- 奥白方
- 葛原
- 家中※
- 北鴨（一～三丁目）※
- 京町※
- 寿町※
- 幸町※
- 栄町（一～三丁目）※
- 桜川（一・二丁目）※

- 佐柳
- 庄
- 高見
- 道福寺
- 仲ノ町※
- 西白方
- 西浜※
- 西港町
- 東白方
- 東新町※
- 東浜※

- 東港町
- 日の出町※
- 堀江（一～五丁目）※
- 本通（一～三丁目）※
- 三井
- 見立
- 南鴨
- 元町※
- 山階
- 若葉町※

※住居表示実施地区。

## 歴史

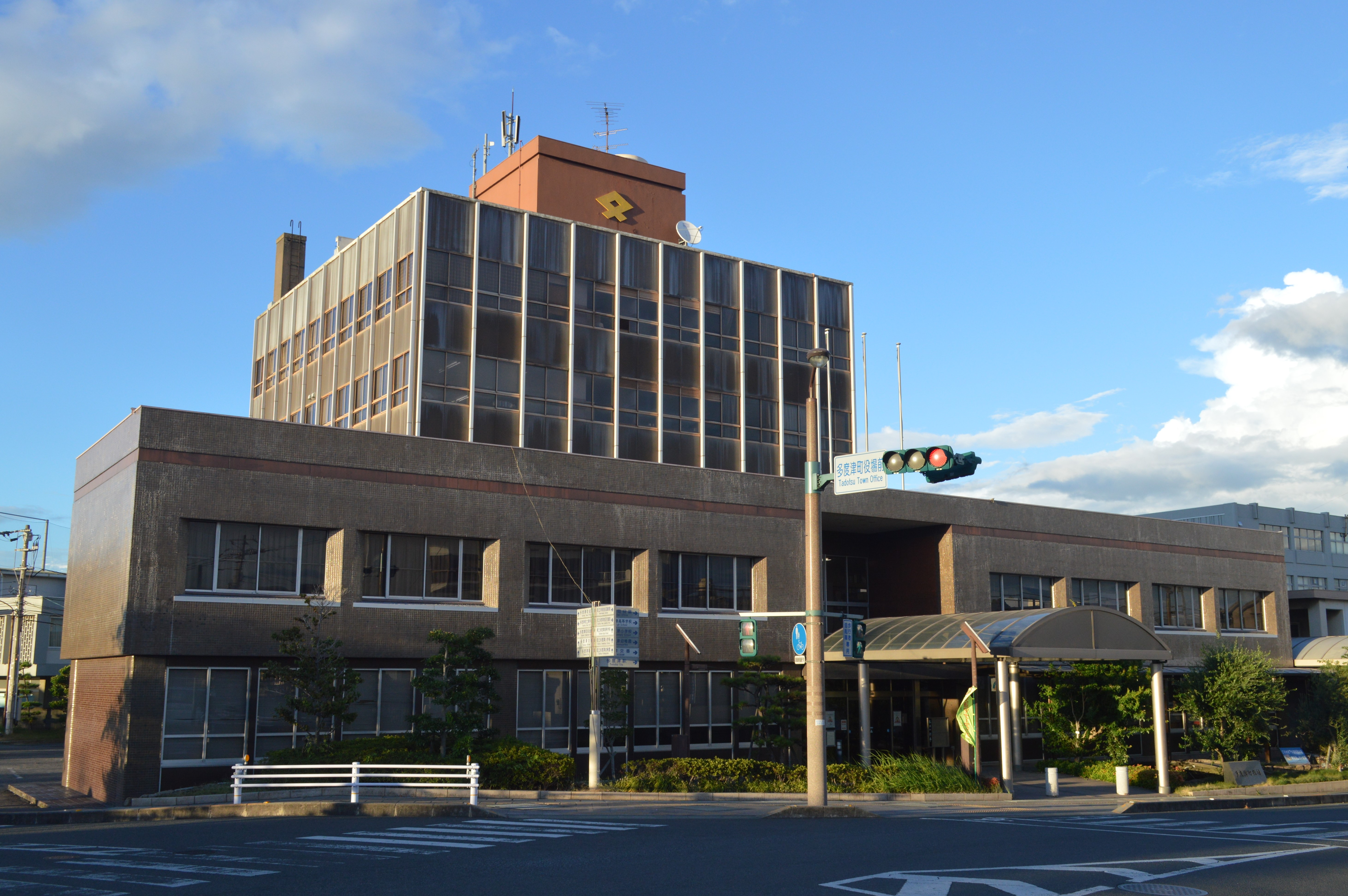
旧多度津町役場（2021年8月）

- 1890年（明治23年）2月15日 - 町村制の施行により、多度郡新町村・多度津村の区域をもって多度郡多度津町が成立。
- 1899年（明治32年）3月16日 - 仲多度郡の所属となる。
- 1942年（昭和17年）5月10日 - 豊原村を編入。
- 1950年（昭和25年）
  - 3月16日 - 町内に昭和天皇の戦後巡幸。多度津中学校に多度津奉迎場を設けて昭和天皇を迎えた[1]。
  - 4月 - 町章を制定する[2]。
- 1954年（昭和29年）5月3日 - 四箇村・白方村と新設合併。改めて多度津町が発足。
- 1956年（昭和31年）9月30日 - 佐柳島村・高見島村を編入。
- 2022年（令和4年）6月6日 - 多度津町栄町三丁目3番95号に町役場新庁舎が開庁[3]。

## 行政
- 町長 丸尾幸雄
- 町議会 定数14人

### 衆議院
- 任期 ： 2021年（令和3年）10月31日 - 2025年（令和7年）10月30日（「第49回衆議院議員総選挙」参照）

| 選挙区                                                                              | 議員名     | 党派名     | 当選回数 | 備考   |
| ----------------------------------------------------------------------------------- | ---------- | ---------- | -------- | ------ |
| 香川県第3区（多度津町、丸亀市（旧丸亀市域）、三豊市、観音寺市、善通寺市、仲多度郡） | 大野敬太郎 | 自由民主党 | 4        | 選挙区 |

## 産業
- 多度津造船（今治造船グループの系列会社）

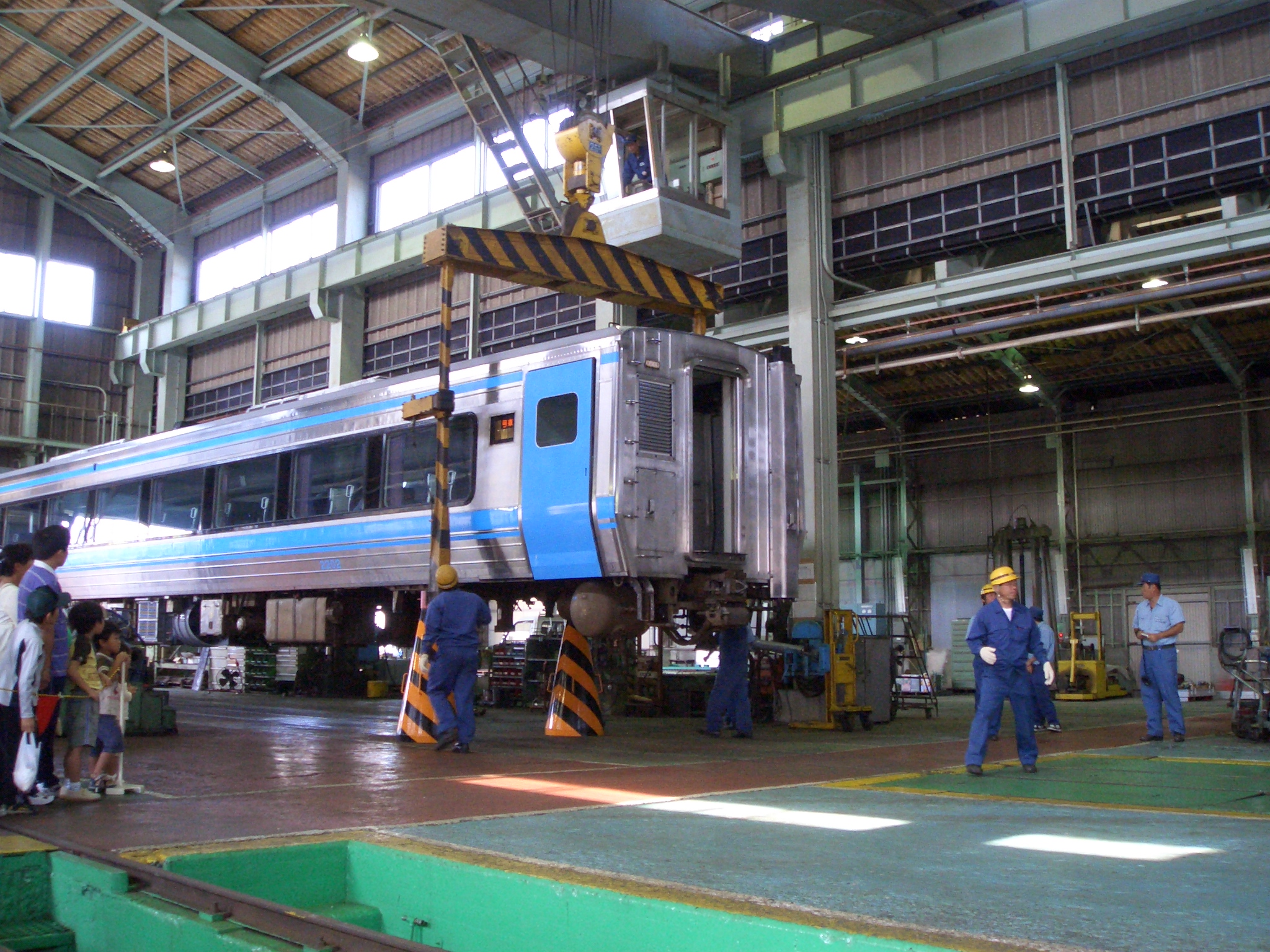
四国旅客鉄道多度津工場

- 四国旅客鉄道多度津工場 - JR四国の車輌整備工場。讃岐鉄道以来の伝統を持つ。
- 四国計測工業本社
- 四変テック本社

## 姉妹都市・提携都市
- 南砺市（富山県）
  - 1972年5月1日、旧福野町と姉妹都市提携。

福野町に本社を置く川田工業が多度津町に工場を開設した縁による。
- 上海市普陀区（中華人民共和国）
  - 2001年11月19日 友好都市提携

1991年より交流を開始。

## 教育

### 小学校
- 多度津町立多度津小学校
- 多度津町立四箇小学校
- 多度津町立白方小学校
- 多度津町立豊原小学校

### 中学校
- 多度津町立多度津中学校

### 高等学校
- 香川県立多度津高等学校
- RITA学園高等学校

### 図書館
- 多度津町立明徳会図書館

## 交通

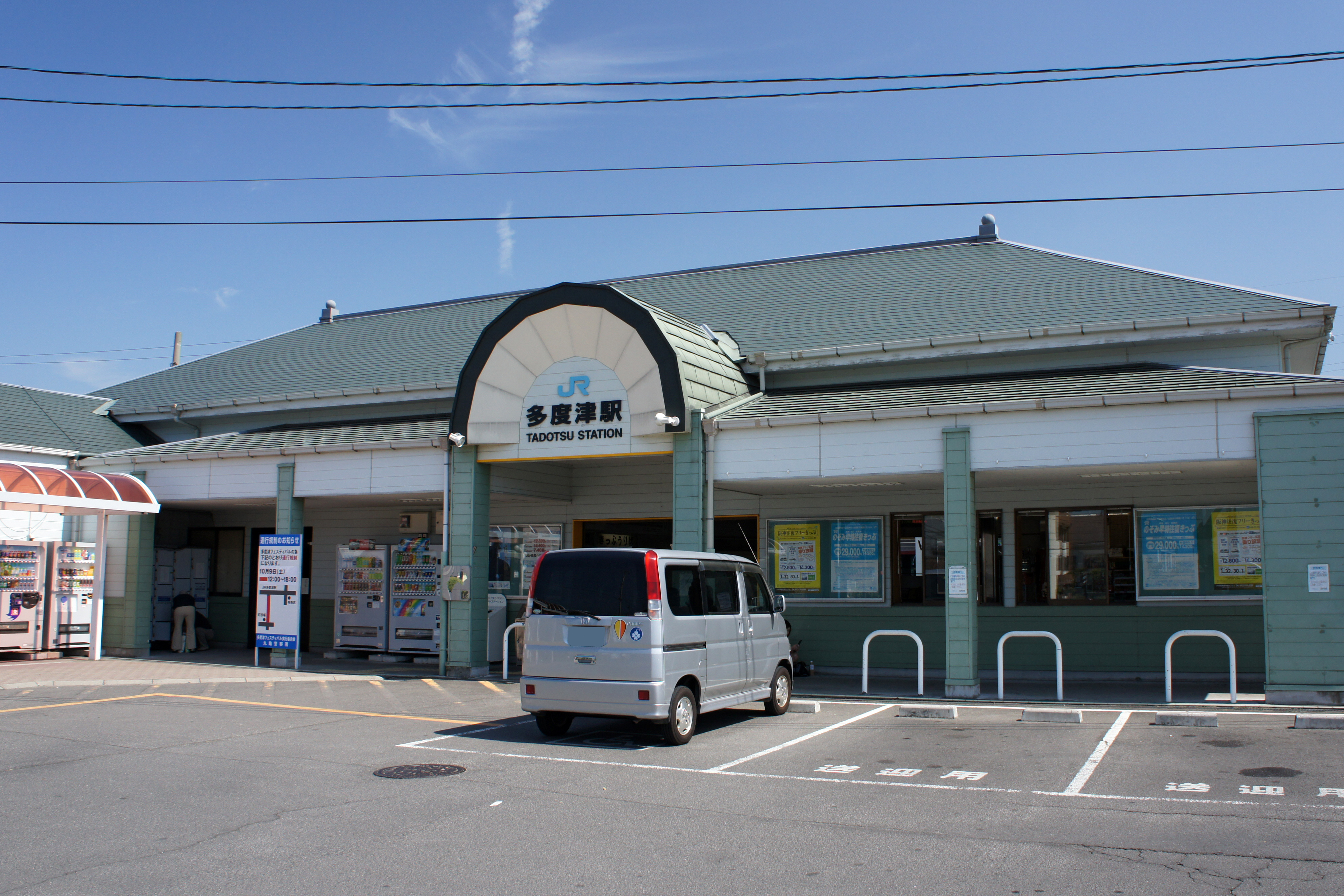
多度津駅

### 鉄道
四国旅客鉄道（JR四国）
- 予讃線：多度津駅 - 海岸寺駅
- 土讃線：多度津駅

また金蔵寺駅（土讃線）は善通寺市内であるが多度津町域に近い場所に立地している。
多度津駅は1889年に讃岐鉄道が丸亀駅 - 琴平駅間を開業した際に開設された駅の一つで、JR四国の駅としては丸亀駅・善通寺駅・琴平駅とともに最も長い歴史を持つ駅である。また、町内にはJR四国多度津工場がある。
1963年（昭和38年）までは琴平参宮電鉄多度津線が運行されていた。

### 路線バス
2022年11月現在、町内には一般路線バス、コミュニティバスとも全く運行されていない。かつては町内に丸亀コミュニティバスのバス停があった。

### 航路
- 多度津港と塩飽諸島に属する町内の有人2島（高見島・佐柳島）とを結ぶフェリー航路は、2020年（令和2年）10月1日、たどつ汽船が親会社の三洋汽船より事業譲受し運航中。
- 佐柳島本浦港には、土曜日1往復のみ笠岡諸島の真鍋島本浦港から三洋汽船の旅客船が出入港し、乗継により笠岡港と多度津港との間で本四間旅客片道渡航が可能。

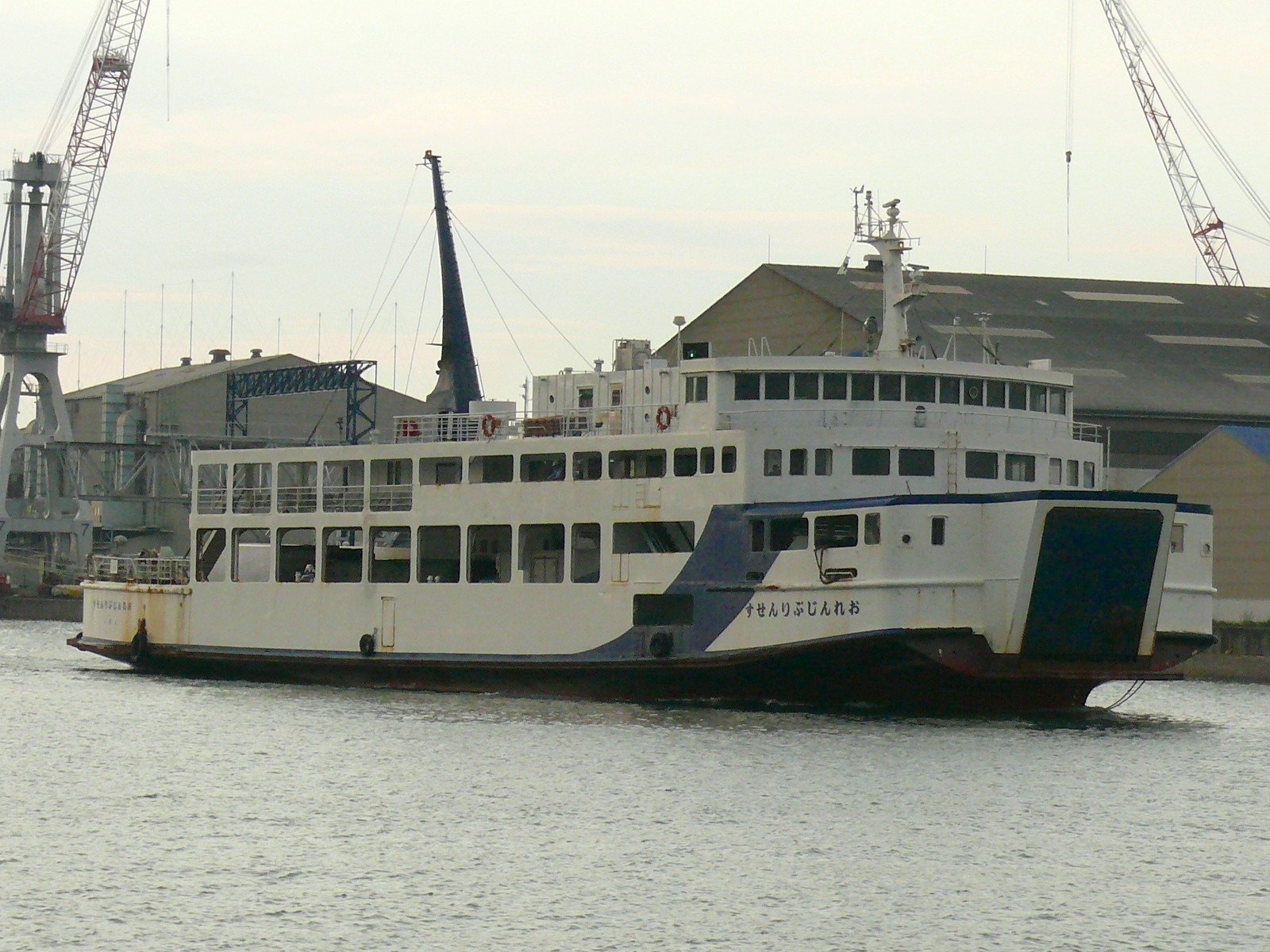
廃止された福山・多度津フェリーの「おれんじぷりんせす」
（2008年撮影）

- 福山・多度津フェリー（福山市福山港 - 多度津港）は2008年（平成20年）8月31日に廃止された。
- 1903年（明治36年） - 1910年（明治43年）の間、山陽鉄道（現山陽本線）と讃岐鉄道（現予讃線と土讃線の一部）の接続のために、多度津駅と広島県尾道駅の間に鉄道連絡航路として尾道多度津航路が運航されていた。1910年（明治43年）に宇高連絡航路が開設されると、瀬戸内海汽船が代わって運航していた。

### 道路
高速道路は通っていない。最寄りのインターチェンジは高松自動車道善通寺インターチェンジ。
一般国道
- 国道11号

県道
- 主要地方道
  - 香川県道21号丸亀詫間豊浜線
  - 香川県道25号善通寺多度津線
  - 香川県道33号高松善通寺線
- 一般県道
  - 香川県道205号多度津丸亀線
  - 香川県道212号多度津善通寺線
  - 香川県道213号多度津停車場線
  - 香川県道215号多度津港線
  - 香川県道216号山階多度津線
  - 香川県道259号大久保田の上線
  - 香川県道260号長崎本浦線

## メディア

### ケーブルテレビ
- 中讃ケーブルビジョン（本社：丸亀市）

### 地上波テレビ放送
基本的に大麻山にある西讃岐中継局を受信する。
その他地形的な理由などで受信できない場合は岡山県玉野市の岡山金甲山親局を受信するが、アナログ放送では、金甲山のみを受信するとNHK高松が視聴できなかったため、その対策として白方地区にのみNHK高松専用のミニサテライト局「多度津白方中継局」が設置されていた。ただ、デジタル放送では岡山金甲山親局内に設置した北讃岐中継局からNHK高松の電波が出力されるので多度津白方中継局はアナログ放送停波に伴い廃止された。
| 局名                 | 局名                 | NHK高松 | NHK高松 | NHK岡山 | NHK岡山 | RNC  | KSB  | RSK  | OHK  | TSC  | 出力                         | 偏波面 | 送信 場所 |
| 局名                 | 局名                 | 総合    | 教育    | 総合    | 教育    | RNC  | KSB  | RSK  | OHK  | TSC  | 出力                         | 偏波面 | 送信 場所 |
| デジタルリモコン番号 | デジタルリモコン番号 | 1ch     | 2ch     | 1ch     | 2ch     | 4ch  | 5ch  | 6ch  | 8ch  | 7ch  | 出力                         | 偏波面 | 送信 場所 |
| -------------------- | -------------------- | ------- | ------- | ------- | ------- | ---- | ---- | ---- | ---- | ---- | ---------------------------- | ------ | --------- |
| 西讃岐               | デジタル             | 24ch    | 13ch    | -       | -       | 15ch | 17ch | 21ch | 28ch | 18ch | 100W                         | 水平   | 大麻山    |
| 西讃岐               | 旧アナログ           | 44ch    | 40ch    | -       | -       | 50ch | 42ch | 48ch | 52ch | 46ch | 3kW                          | 水平   | 大麻山    |
| 岡山金甲山 北讃岐    | デジタル             | 24ch    | 13ch    | 32ch    | 45ch    | 20ch | 30ch | 21ch | 27ch | 18ch | NHK岡山・民放2kW NHK高松200W | 水平   | 金甲山    |
| 岡山金甲山 北讃岐    | 旧アナログ           | -       | -       | 5ch     | 3ch     | 9ch  | 25ch | 11ch | 35ch | 23ch | V10kW/U20kW                  | 水平   | 金甲山    |
| 旧多度津白方         | 旧アナログ           | 59ch    | 61ch    | -       | -       | -    | 51ch | -    | -    | -    | 0.1W                         | 水平   | 奥白方    |

### FMラジオ放送
- NHK高松FM：86.0MHz（高松局 出力1kW）
- FM香川：78.6MHz（高松局 出力1kW）
- 西日本放送ラジオ：90.3MHz（高松局 出力1kW）

### AMラジオ放送
- NHK高松第1放送：1584kHz（観音寺局 出力100W）
- NHK岡山第2放送：1386kHz（岡山局 出力5kW）
- 西日本放送ラジオ：1449kHz（丸亀局 出力1kW）

以下の岡山の放送波も受信できる。
- NHK岡山第1放送：603kHz（岡山局 出力5kW）
- RSKラジオ：1494kHz（笠岡局 出力100W）

## 名所・旧跡・観光スポット
- 道隆寺 - 四国八十八箇所第77番。

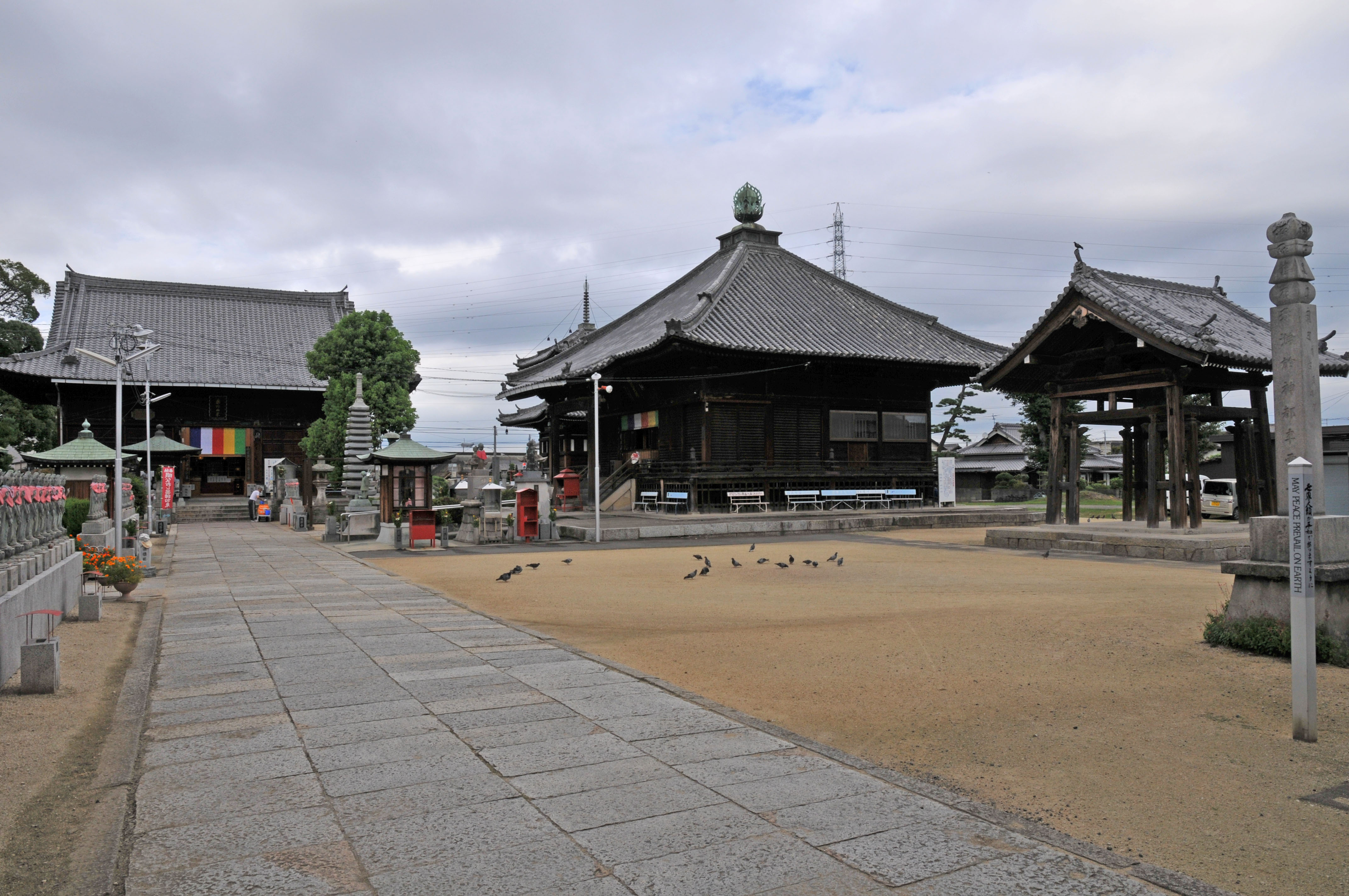
道隆寺

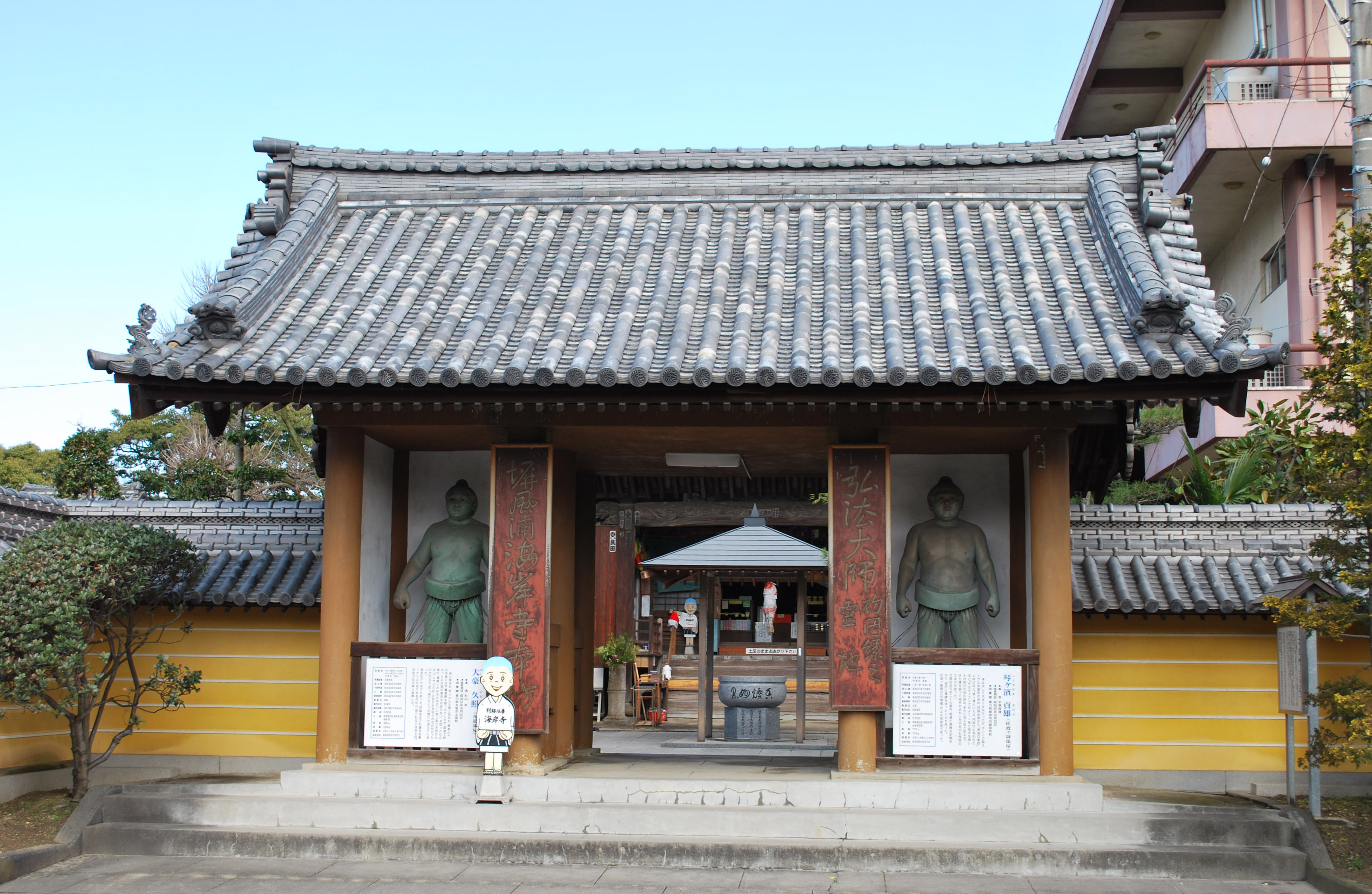
海岸寺山門

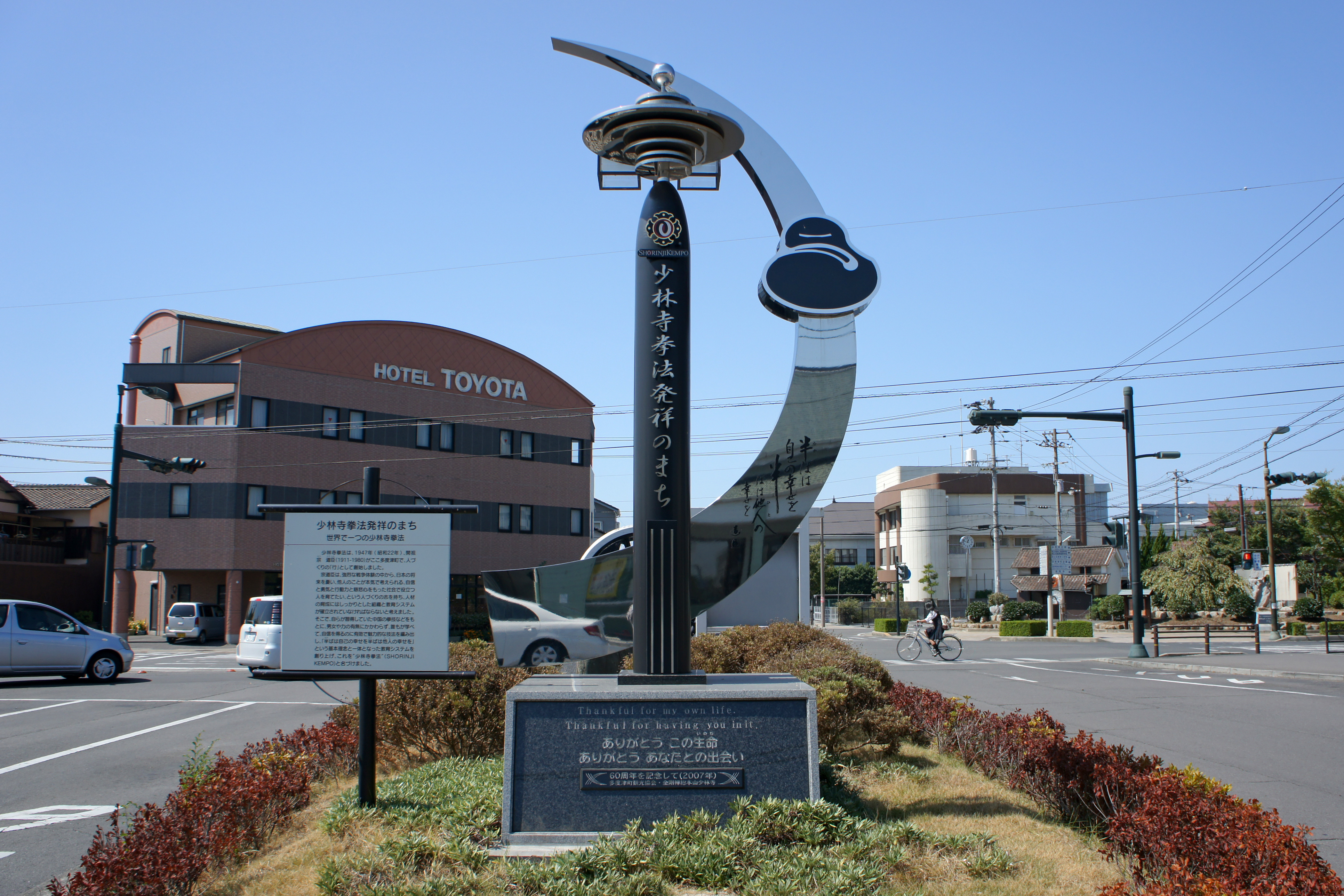
『少林寺拳法発祥のまち』モニュメント（多度津駅前）

- 海岸寺 - 四国別格二十霊場第18番、四国三十六不動霊場第31番。
- 仏母院 - 新四国曼荼羅霊場第17番。
- 桃陵公園 - 本台山城（町史跡）がある桜の名所。戦前の国定教科書（国語）に掲載された「一太郎やあい」の逸話にちなむ像がある。
- 天霧城 - 国の史跡。
- 少林寺拳法総本山・総本部
- 多度津町立資料館

## 出身有名人
- 遊佐正憲 - 競泳選手（1932年ロサンゼルスオリンピック・1936年ベルリンオリンピック金メダリスト）
- 小国宏 - 多度津町長
- 合田健吉 - 貴族院多額納税者議員、多度津町長
- 合田正人 - 明治大学文学部長、日仏哲学会理事
- 浪越徳治郎 - 日本指圧専門学校創設者
- 竹内芳明 - 第20代総務事務次官、総務審議官、総務省総合通信基盤局長、サイバーセキュリティ統括官。
- 宗由貴 - 少林寺拳法グループ総裁
- 竹田敏彦 - 劇作家
- 若宮三紗子 - 卓球選手
- 奥田朱理 - プロレスラー

## 舞台となった作品
- 映画『少林寺拳法』 - 1975年の東映作品。千葉真一主演。